# ルードヴィヒスハーフェン経済大学東アジアセンター

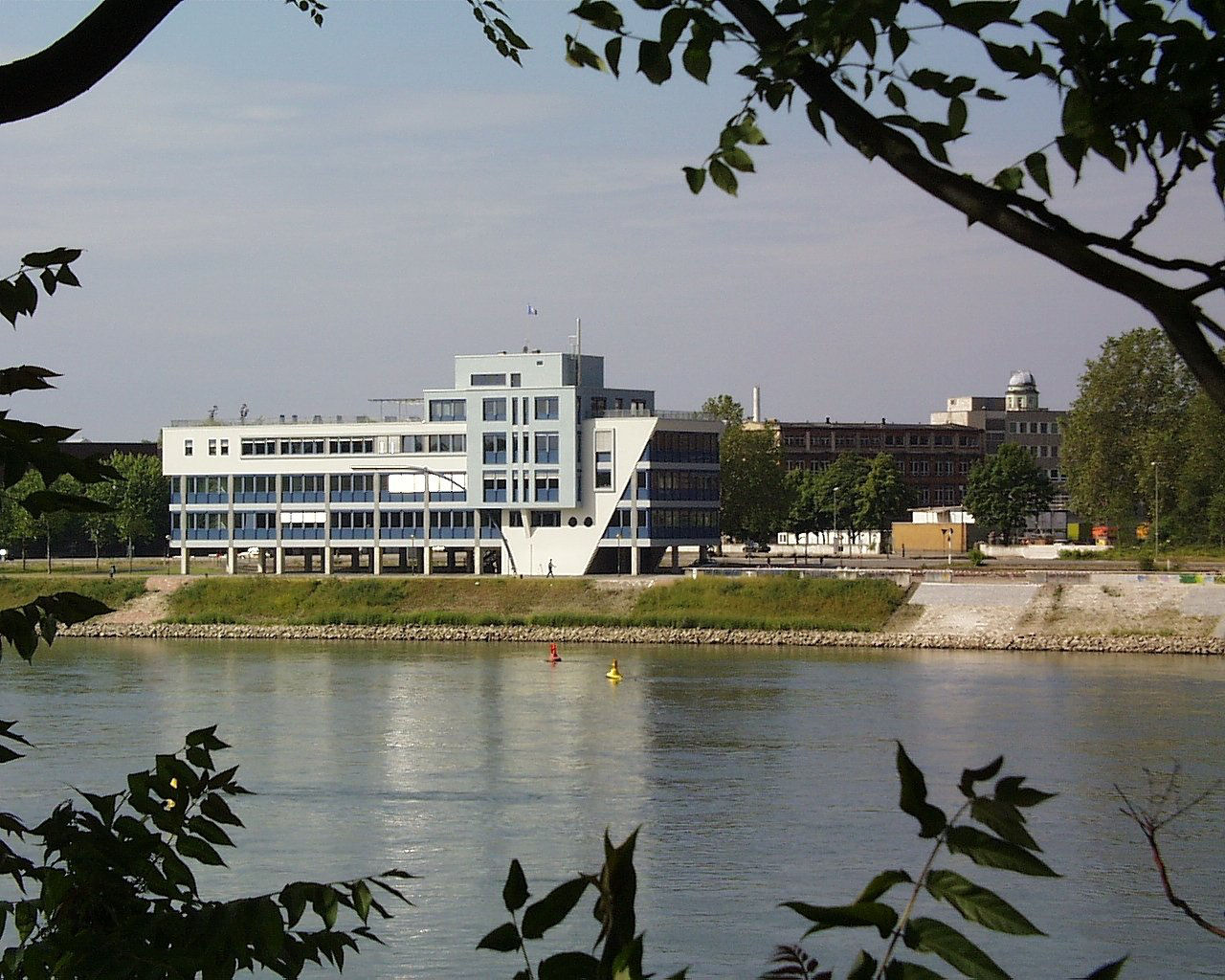
ライン川越しに見た東アジアセンター

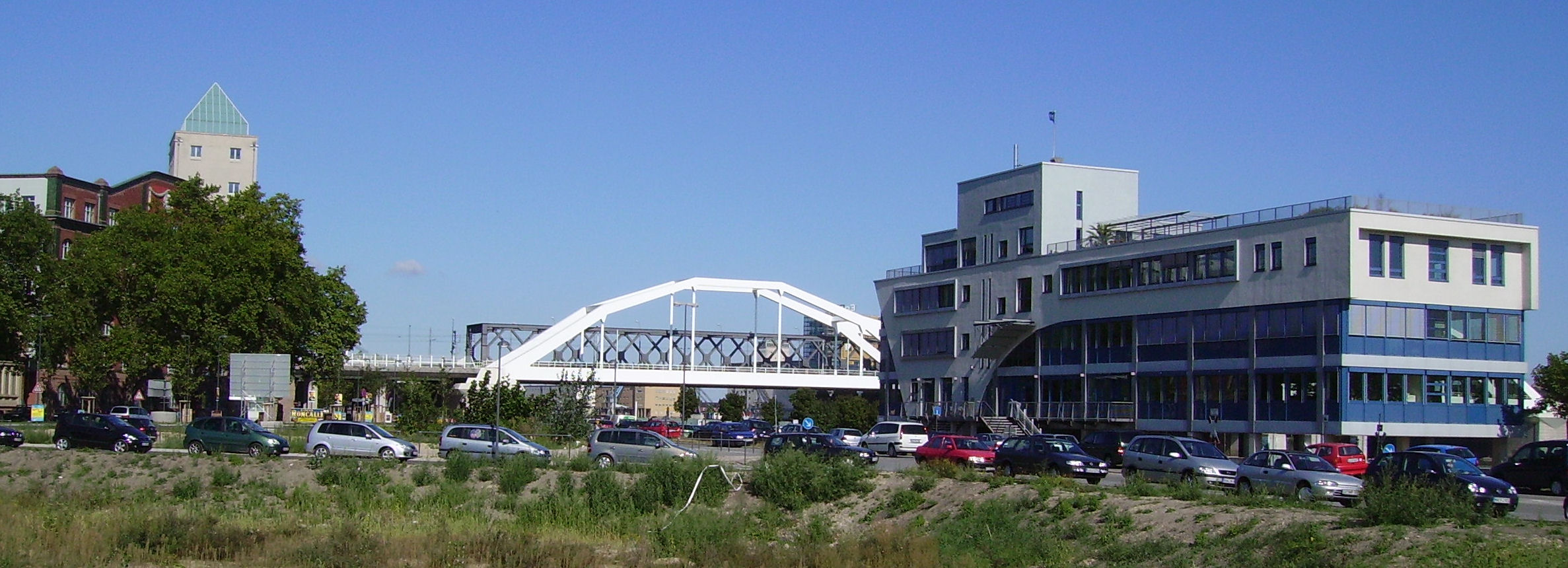
当センター全景

ルートヴィヒスハーフェン経済大学東アジアセンター（ルートヴィヒスハーフェンけいざいだいがくひがしアジアセンター 独: Ostasieninstitut der Hochschule Ludwigshafen、略号OAI）は、ドイツ・ ラインラント＝プファルツ州ルートヴィヒスハーフェン市にある大学の専攻課程。ルートヴィヒスハーフェン経済大学の学生は、日本、韓国及び中国の経済学と、それぞれの文化ならびに言語を並行して勉強し、4年間もしくは8学期で学士課程 (BA) を修めることができる。当センターのロゴを構成する5つの花は牡丹で、中国や日本で古くから観賞用・薬用に愛されてきた花である。

## 沿革
ラインラント･プファルツ州立大学は1988年、ルードヴィヒスハーフェン校にモデル講座として試験的に「東アジア経営学」を出講した。中国学のジークフリート・エングラート教授 (Siegfried Englert) が就任し、本格的に専攻課程「東アジア経営学科中国コース」を開設したのは1989年のことである。さらに、1992年に日本史専門のアメリカ人教授ピーター・ウェッツラーを主任に迎えると、同日本コースを増設した。第1期生は1994年に卒業し、学位は「経営学ディプロマ」 (Diplom-Betriebswirt FH) を授与した。1997年には現在の建物に移り、「東アジアセンター」と改称する。
それぞれ当時のドイツ連邦共和国大統領であったローマン・ヘルツォーク（1997年）、ヨハネス・ラウ（2000年）の視察を受けた。2005年、当センターはクルト・ベック州知事（当時）を招き、ベルリンのジャーナリスト等を交えて学生との討論会を開いた。設立20周年の2008年には中欧・東欧センター (MOI) を増設し、祝賀式典にドイツ社会民主党（SPD）党首になったベックがふたたび訪れた。

## 勉学
当センター設立以前、ドイツの大学生は語学と地域経営学を別々に専攻しなければならなかった。そこで当センターを開設し、国内初の試みとして経営学と日本学または中国学の2つの学科を1つの専門コースとして組み合わせ定員を180人前後とした。卒業資格は2004年より、学士 (Bachelor) に変更した。在学中に日本、または中国で最低1年の留学を義務付けており、学生は日本または中国事情に詳しい「経営学士」として卒業していく。
一般にドイツの大学生や講師は、混み合った教室や壊れたコピー機、質的にも疑問のある図書館、あるいは旧式のコンピュータなどと奮闘しなければならない。ライン川を挟んで、直線距離で500メートルほどの距離にマンハイム大学と当センターが位置しており、後者はまるでアメリカの私立カレッジのような施設を整え、中国や日本関係の図書が充実した図書室など、学問に励む環境が整っている。18人の講師陣が学生約250人を受け持ち（留学生はその約三分の一）、授業は少人数のグループで行なわれ、学生には集中的な指導を行うとともに、学生と教師の交流も密接である。

### 学生生活
学修課程の定員は限定されており、同じ学年の学生同士、留学期間を除く4年近くを共に過ごす場合が多い。専攻ごとの小グループ、教員1人の受け持つ学生が比較的少ないことから、卒業後も人脈が保たれている。
学生団体は当センターの旧称を継承して「StEAM」と呼ばれ、さまざまな活動の中でも交流イベントや文化関連のイベントを主催する。

## 海外留学制度
語学や文化の専攻により、学生は入学後の第5学期か第6学期を選び（3、4学年時に相当）、中国、日本、韓国のいずれかの提携校に留学する。あるいはドイツ国内でインターンシップを受ける選択肢もある。
当センターの提携校は以下のとおり。
中国
1. 福州大学（福建省福州）
2. 広西大学（広西チワン族自治区南寧）
3. 桂林電子科技大学（広西チワン族自治区桂林）
4. 貴州大学（貴州省貴陽）
5. 河北北方学院（河北省張家口）

日本
1. 高崎経済大学（群馬県）
2. 関西外国語大学（大阪府）
3. 国際教養大学（秋田県）
4. 名古屋市立大学（愛知県）

韓国
1. 建国大学校（건국대학교、ソウル）
2. 高麗大学校（세종특별자치시、世宗）
3. 京畿大学校（경기대학교、ソウル）
4. 釜慶大学校（국립부경대학교、釜山）
5. ソウル科学技術大学校（서울과학기술대학교、ソウル）

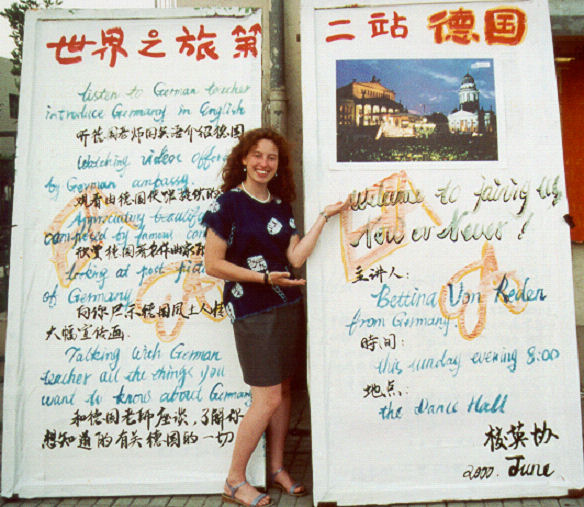
ドイツを紹介（中国）
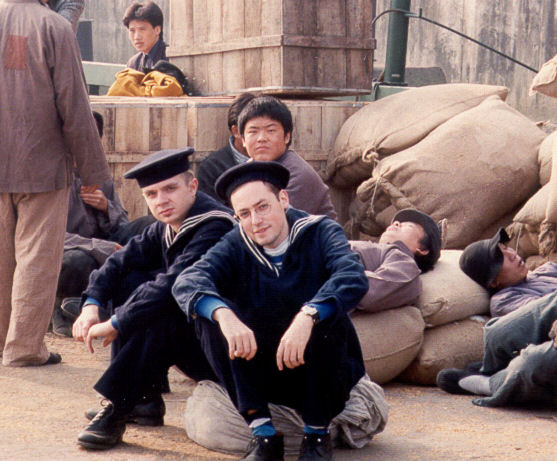
映画にエキストラ出演（中国）
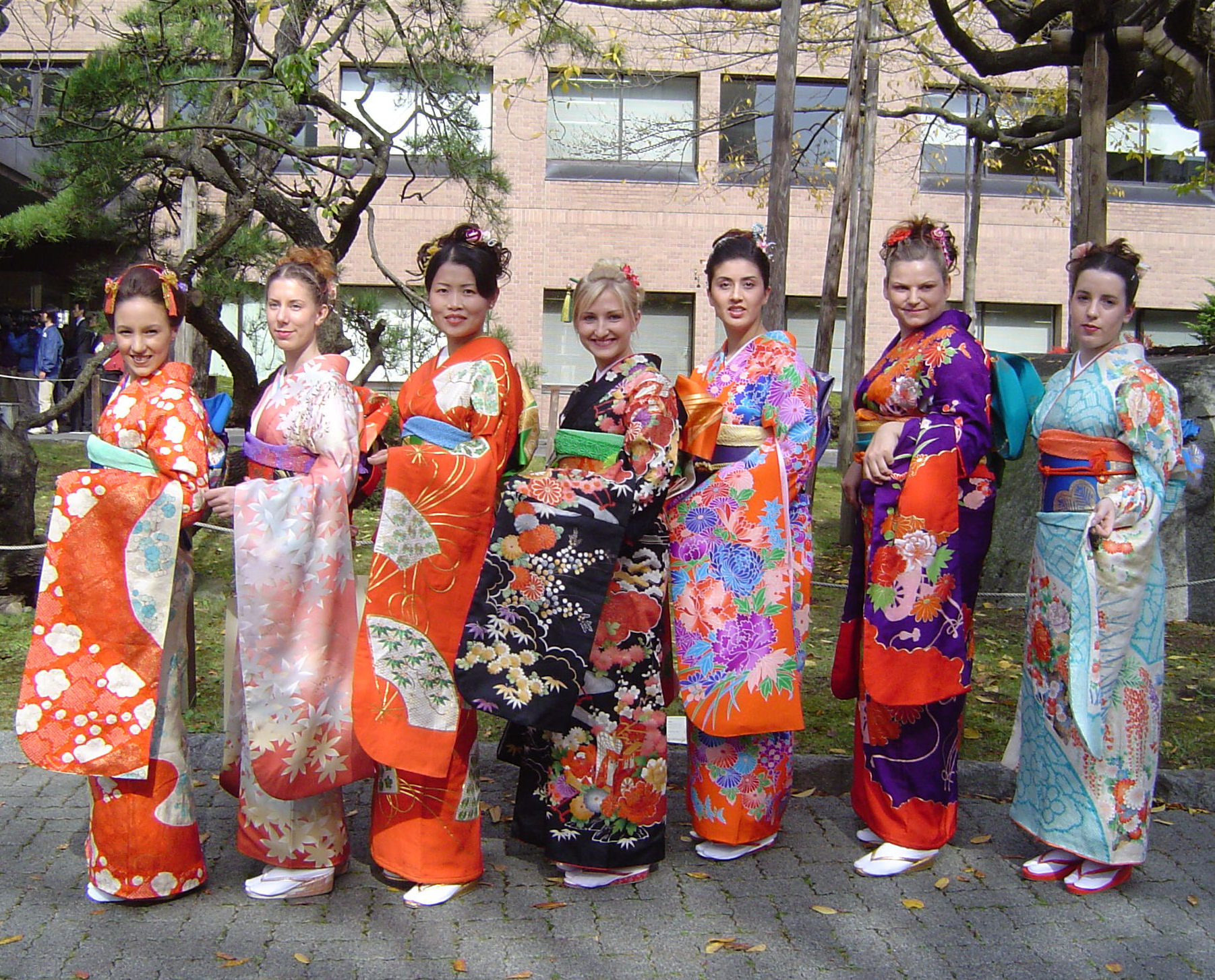
晴れ着を体験（日本）
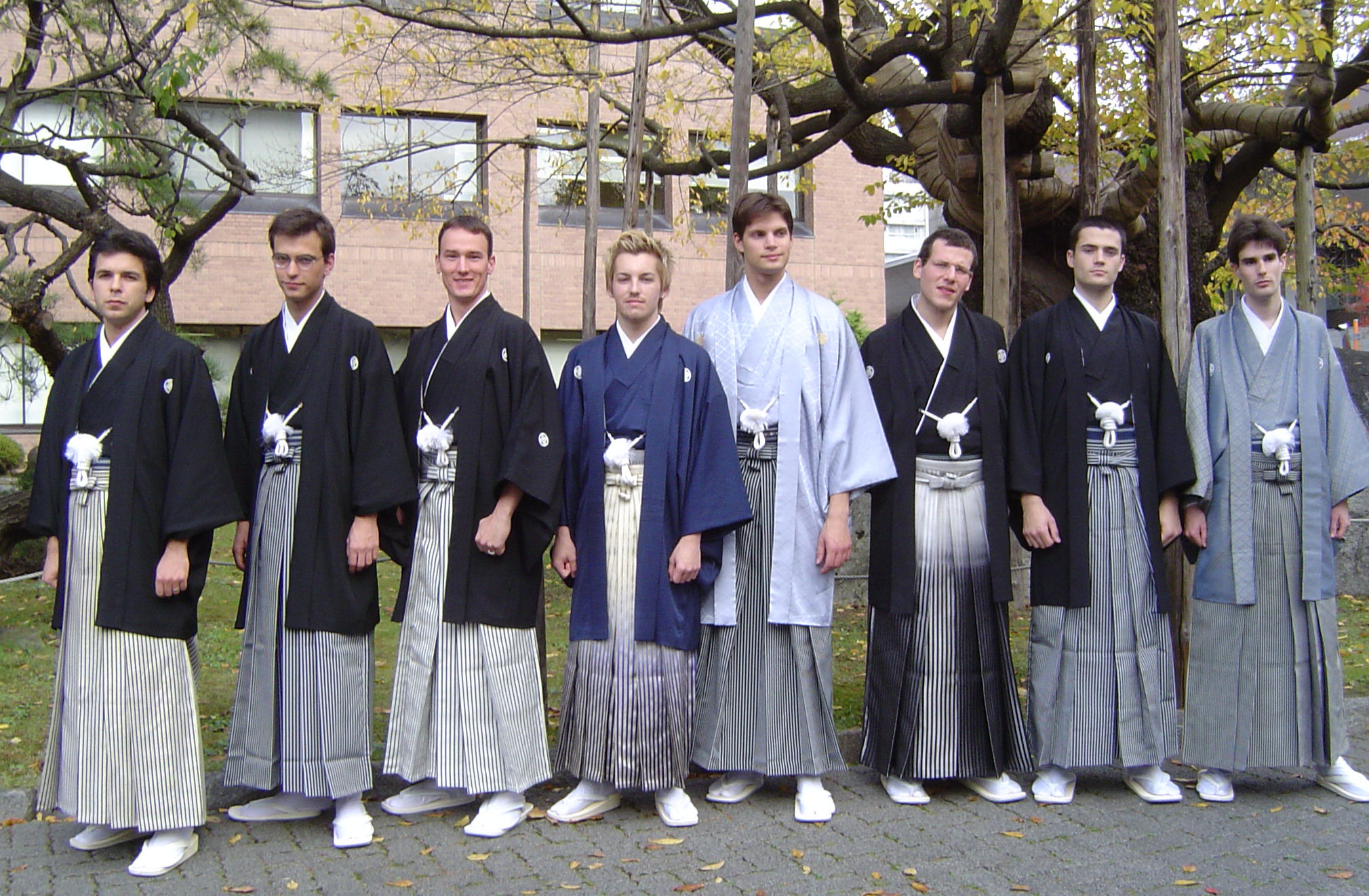
日本への留学生

## 歴代の主な教員
2006年、創設期から中国コースを率いたエングラートが経済技監に就任すると、後任にヨルグ-マインハート・ルドルフ（Jörg-Meinhard Rudolph）が行政職となる。エングラートの退官を受け、2014年から主任は Barbara Darimont（中国学）である。
日本コースはペーター・ベッツラーが退官した2009年、主任はフランク・レーヴェカンプ（Frank Rövekamp）が務める。

### 社会活動
当センター教員は研究と教育に従事する以外にも、企業や官庁などからコンサルタントとして委嘱されて活躍している。一例として、中国茶館がマンハイムのルイーゼンパークに建てられた時も協力した。あるいはドイツと東アジアの国際関係の面では、ラインランド・プファルツ州と中国福建省や日本の岩手県との地域交流事業にも率先して力を尽くしている。

## ヘルフェリヒ展示室
当センターには、貿易商エミール・ヘルフェリヒ（Emil Helfferich ノイシュタット市出身）の名前を冠した展示室を置き、東南アジアで収集した品々を納めている。これらの品は、当時のオランダ領インド（現在のインドネシア）でヘルフェリヒが1899年から1927年にかけて収集したもので、中国や日本の珍しいものなどをドイツへ持ち帰った。ハンブルクのハンブルク＝アメリカ郵船（HAPAG）の監査役に就任し、1927年から1972年まで職務の傍ら東アジア協会 (OAV) 会長の座にあった。政府の枢密顧問官も務めている。
92歳になったヘルフェリヒは故郷プファルツ地方にもどり、余生をワイン街道沿いのノイシュタット市で過ごした。子供はなく、故郷の町は遺産管理を委ねられると、遺品を1997年に東アジアセンターに長期貸与すると決定し、こうしてセンター内に展示室が設けられた。